# Karl Eichmann
Karl Eichmann (* 1785 in Altenburg; † Juli 1855 in Jena) war ein deutscher Rechtswissenschaftler.

## Leben
Als ältester Sohn des Konsistorialpräsidenten Johann Bernhard Christoph Eichmann 1785 in Altenburg geboren, besuchte Karl Eichmann die Landesschule Pforta. An den Universitäten Jena und Leipzig studierte er in den Jahren 1805 bis 1808, um im Folgejahr in seiner Heimatstadt Advokat zu werden. Kurz darauf wurde er Doktor der Rechtswissenschaften und danach Hofadvokat.
Ordentlicher Professor der Rechte an der Universität Jena wurde er 1816, wo er im selben Jahr auch dritter nichtakademischer Oberappellationsrat wurde. 1825 rückte er in die dritte Ratsstelle ein.
Nach einem Anfall von Melancholie bat Eichmann 1836 um Entlassung aus dem Staatsdienst. Obwohl er nur ein geringes Vermögen hatte, schlug er das Angebot einer Pension aus.
Im Juli 1855 verstarb Eichmann dann in Jena.

## Werke
- Epistolae de non usus vi, natura atque historia (1811)
- Der Kriegsschäden-Ersatz nach Grundsätzen des Civilrechts (1813)
- Ueber Vorzüge und Mängel des Sächsischen bürgerlichen Prozesses (1816)
- Sylloge observationum prisci iuris Saxonici (1827 bis 1829)